# A4高速公路 (突尼西亞)
A4高速公路是突尼斯共和国的一条高速公路，連接首都突尼斯城与比塞大，全长51公里。

## 参见

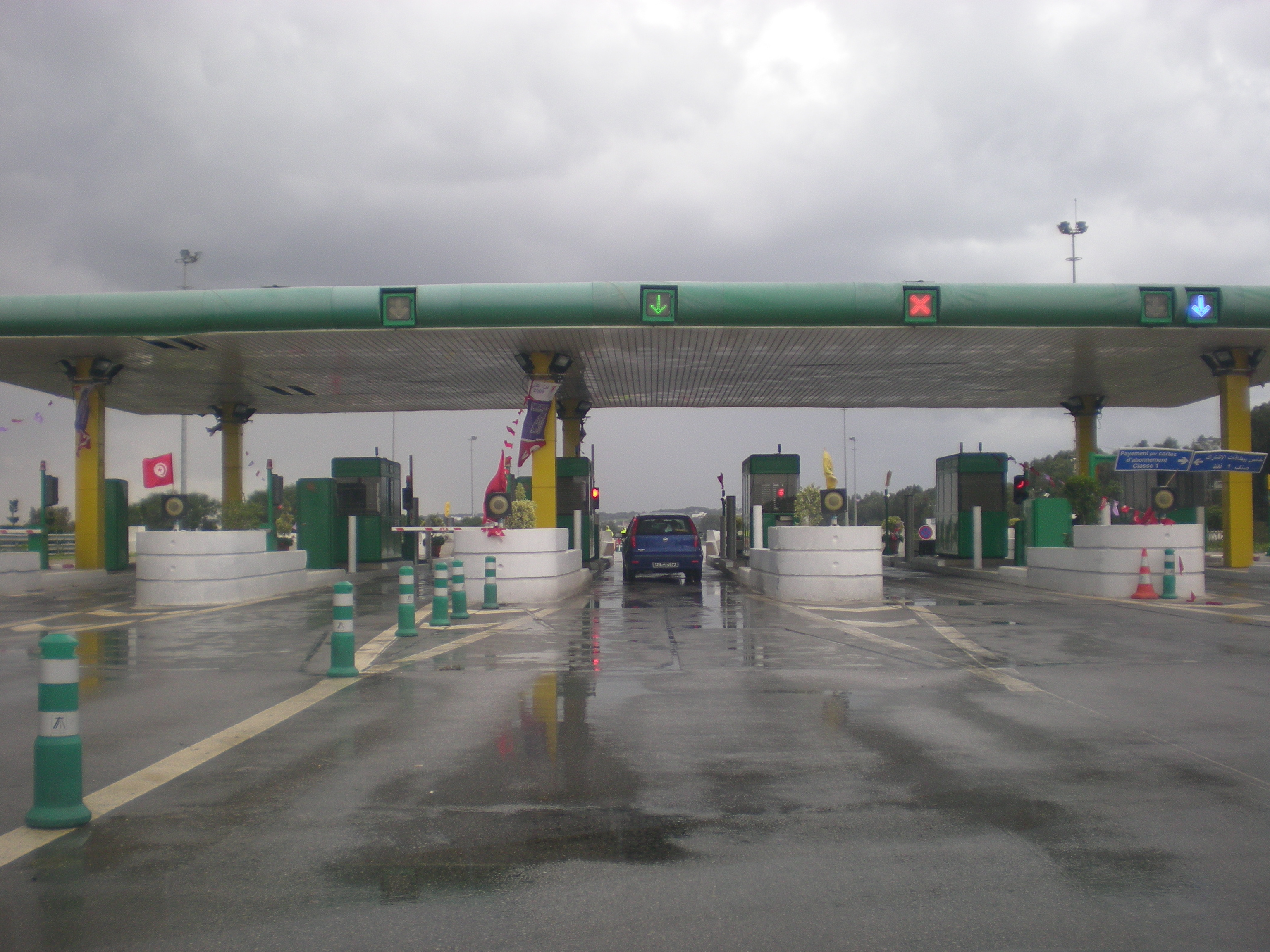
A4高速公路收費站